# Chromaspirina lunatica
Chromaspirina lunatica is een rondwormensoort uit de familie van de Desmodoridae. De wetenschappelijke naam van de soort is voor het eerst geldig gepubliceerd in 1965 door Gerlach.